# Crataegus yaltirikii
Crataegus yaltirikii — вид рослин із родини трояндових (Rosaceae).

## Етимологія
Видовим епітетом вшановано заслуженого професора ботаніки Фаїка Ялтиріка (тур. Faik Yaltırık) з лісового факультету Стамбульського університету.

## Біоморфологічна характеристика
Це кущ чи мале дерево до 4 метрів заввишки. Гілочки від помірно до рідкісно пухнасті. Листки зелені та злегка блискучі зверху і сірувато-зелені знизу, притиснуто рідко запушені зверху і знизу, основа широко клиноподібна, частки переважно з невеликим верхівковим вістрям. Суцвіття 15–25 × 10–20 мм, нещільне, щиткоподібне, 5–10 квіток, запушене; квітки 10–15 мм в діаметрі; чашолистки 2–2.5 × 2–3 мм; пелюстки 4–8 × 5–8 мм. Плід 8–11 × 7–10 мм, від кулястого до злегка довгастого, темно-червоний з білуватими сочевицями, щільно ворсистий навколо чашечки, м'якуш оранжевий соковитий; чашолистки загнуті під час дозрівання; плодові кісточки 5–8 × 4–5 мм, 2–3. Цвітіння: травень і червень; зрілі плоди: вересень і жовтень.

## Середовище проживання
Ендемік півдні Туреччини. Росте серед чагарників Quercus на висотах 1100–1500 метрів.